# Björnbergets naturreservat, Ljusdals kommun
Björnbergets naturreservat är ett naturreservat i Ljusdals kommun i Gävleborgs län.
Området är naturskyddat sedan 2020 och är 33 hektar stort. Reservatet ligger väster om Järvsö och består av barrskog, blandskog och lövskog.